# Lee Soo-sung

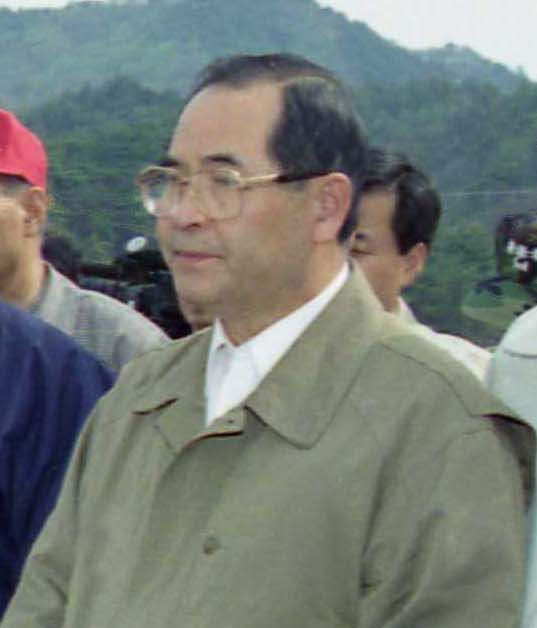
Lee Soo-sung im April 1996

Lee Soo-sung (* 10. März 1939) ist ein südkoreanischer Politiker und Mitglied der Saenuri-Partei.
Vor seiner politischen Karriere machte er einen Abschluss in Rechtswissenschaften und arbeitete im Anschluss als Anwalt. Später wurde er Präsident der Seoul National University. Am 18. Dezember 1995 wurde er Premierminister Südkoreas und hielt sich bis zum 4. März 1997 im Amt, ehe er von Goh Kun abgelöst wurde.
| Vorgänger    | Amt                                                                 | Nachfolger |
| ------------ | ------------------------------------------------------------------- | ---------- |
| Lee Hong-koo | Premierminister der Republik Korea 18. Dezember 1995 – 4. März 1997 | Goh Kun    |

| Personendaten    | Personendaten |
| ---------------- | --- |
| NAME             | Lee, Soo-sung |
| ALTERNATIVNAMEN  | 이수성 (koreanisch, Hangeul); 李壽成 (koreanisch, Hanja); I, Su-seong (Revidierte Romanisierung); Yi, Susŏng (McCune-Reischauer) |
| KURZBESCHREIBUNG | südkoreanischer Politiker und Premierminister                                                                                    |
| GEBURTSDATUM     | 10. März 1939 |